# 30ª Brigata fucilieri motorizzata delle guardie
La 30ª Brigata autonoma fucilieri motorizzata delle guardie (in russo 30-я отдельная гвардейская мотострелковая бригада?, 30-ja otdel'naja gvardejskaja motostrelkovaja brigada, unità militare 45863) è un'unità di fanteria meccanizzata delle Forze terrestri russe, subordinata alla 2ª Armata combinata delle guardie del Distretto militare centrale e con base a Roščinskij nell'oblast' di Samara.

## Storia
La brigata è stata costituita il 30 novembre 2016 per rinforzare il Distretto militare centrale e sostituire la 23ª Brigata fucilieri motorizzata, trasferita nella regione di Belgorod per andare a formare il 752º Reggimento della 3ª Divisione fucilieri motorizzata. Oltre ai veicoli corazzati è stata equipaggiata con i fuoristrada UAZ Patriot per aumentarne la mobilità. Il 22 febbraio 2019 il comandante della brigata, colonnello Viktor Elovenko, è stato ucciso in un'imboscata nella provincia di Deir el-Zor durante l'intervento russo nella guerra civile siriana.
L'unità ha preso parte all'invasione russa dell'Ucraina del 2022, venendo impiegata in combattimento in direzione di Sjevjerodonec'k e subendo pesanti perdite nel corso della battaglia per la città. Già il 28 febbraio, quattro giorni dopo l'inizio delle ostilità, è stato ucciso in azione il capo di stato maggiore della brigata, maggiore Sergej Levkin. In seguito alla conquista di Sjevjerodonec'k e Lysyčans'k da parte delle truppe russe fra giugno e luglio, ha continuato a operare nell'oblast' di Luhans'k per il resto dell'anno. A maggio 2023 ha condotto operazioni offensive a nordovest di Kreminna, attaccando senza successo il villaggio di Makiïvka. All'inizio di luglio, insieme alla 15ª e alla 21ª Brigata fucilieri motorizzata, è andata all'assalto delle posizioni della 66ª Brigata meccanizzata ucraina presso Novovodjane, venendo respinta.
A ottobre è stata trasferita nel settore di Avdiïvka per prendere parte all'offensiva russa volta a circondare la cittadina, venendo inizialmente mantenuta in riserva. Con il proseguire della battaglia per la regione fortificata la brigata è stata immessa in combattimento, riuscendo infine ad avanzare in direzione della strada 00542 all'inizio di febbraio insieme alla 114ª Brigata fucilieri motorizzata e all'80º Reggimento della 90ª Divisione corazzata. Il 13 febbraio ha raggiunto l'intersezione con la "strada industriale" e occupato la fabbrica Avtobaz, arrivando nei giorni successivi a tagliare l'intersezione delle due strade principali della città. Il 17 febbraio l'alto comando ucraino ha annunciato l'avvenuta ritirata da Avdiïvka, che è stata quindi completamente occupata due giorni dopo. Nel corso dei quattro mesi di combattimenti l'unità avrebbe subito perdite pari a oltre il 55% degli effettivi. Per i risultati ottenuti durante la battaglia la 30ª Brigata fucilieri motorizzata è stata tra le unità dell'esercito russo segnalate e ringraziate pubblicamente dal comandante in capo supremo, il presidente Vladimir Putin, con un messaggio indirizzato al comandante del Distretto militare centrale, generale Andrej Mordvičev.
Dopo la conquista di Avdiïvka ha proseguito le operazioni offensive verso ovest, arrivando all'inizio di aprile ha ottenere una testa di ponte oltre il fiume Durna, venendo però contenuta dalla 3ª Brigata d'assalto. Alla fine di aprile, insieme alla 15ª Brigata fucilieri motorizzata, ha svolto un ruolo cruciale nei combattimenti per la conquista di Očeretyne, riuscendo ad occupare rapidamente il villaggio sfruttando una rotazione delle truppe ucraine e sfruttando immediatamente la breccia avanzando verso ovest in direzione di Pokrovs'k. Nelle settimane seguenti i rinforzi ucraini hanno stabilizzato la situazione e l'avanzata russa è stata fortemente rallentata. Alla fine di maggio, insieme alla 27ª Divisione e alla 15ª, 55ª e 132ª Brigata fucilieri motorizzata, ha lanciato un importante assalto in direzione di Kalynove e Novooleksandrivka, a nord di Očeretyne, inizialmente senza ottenenere nessun guadagno territoriale. Il 19 luglio elementi della 1ª Brigata, 15ª Brigata, 30ª Brigata e 27ª Divisione fucilieri motorizzata hanno occupato il villaggio di Prohres. Il 31 luglio la brigata è stata insignita del titolo di unità delle guardie. Nelle settimane seguenti, supportata da reparti della 90ª Divisione corazzata, la brigata ha continuato a lanciare numerosi assalti, conquistando diversi villaggi nonostante le perdite subite. A ottobre è stata impiegata in direzione di Myrnohrad, riuscendo a superare il fiume Žuravka all'altezza di Hrodivka. Alla fine del mese elementi della brigata hanno preso parte alla battaglia per la conquista di Selydove. Nel corso del 2025 la brigata ha continuato a combattere in direzione di Pokrovs'k insieme alle altre unità della 2ª Armata. Ad agosto elementi della brigata hanno preso parte alla penetrazione russa a est di Dobropillja, venendo fermati con diverse perdite dai contrattacchi ucraini.

## Struttura
- Comando di brigata[27]
- 1º Battaglione fucilieri motorizzato
- 2º Battaglione fucilieri motorizzato
- 3º Battaglione fucilieri motorizzato
- Battaglione corazzato (T-72B3)
- Gruppo artiglieria
  - Battaglione artiglieria campale (D-30)
  - Battaglione artiglieria lanciarazzi (BM-21 Grad)
  - Battaglione artiglieria controcarri (Kornet)
- Battaglione artiglieria missilistica contraerei (ZU-23)
- Compagnia genio
- Compagnia ricognizione
- Compagnia cecchini
- Compagnia comunicazioni
- Compagnia manutenzione
- Compagnia logistica

## Comandanti
- Colonnello Viktor Elovenko (2016 - 2019) †[3]
- Colonnello Aleksandr Loževič (2019 - 2024)
- Colonnello Igor' Koleda[28]
- Colonnello M. Krasnoščekov (2024 - in carica)[29]